# 梅斯主教座堂

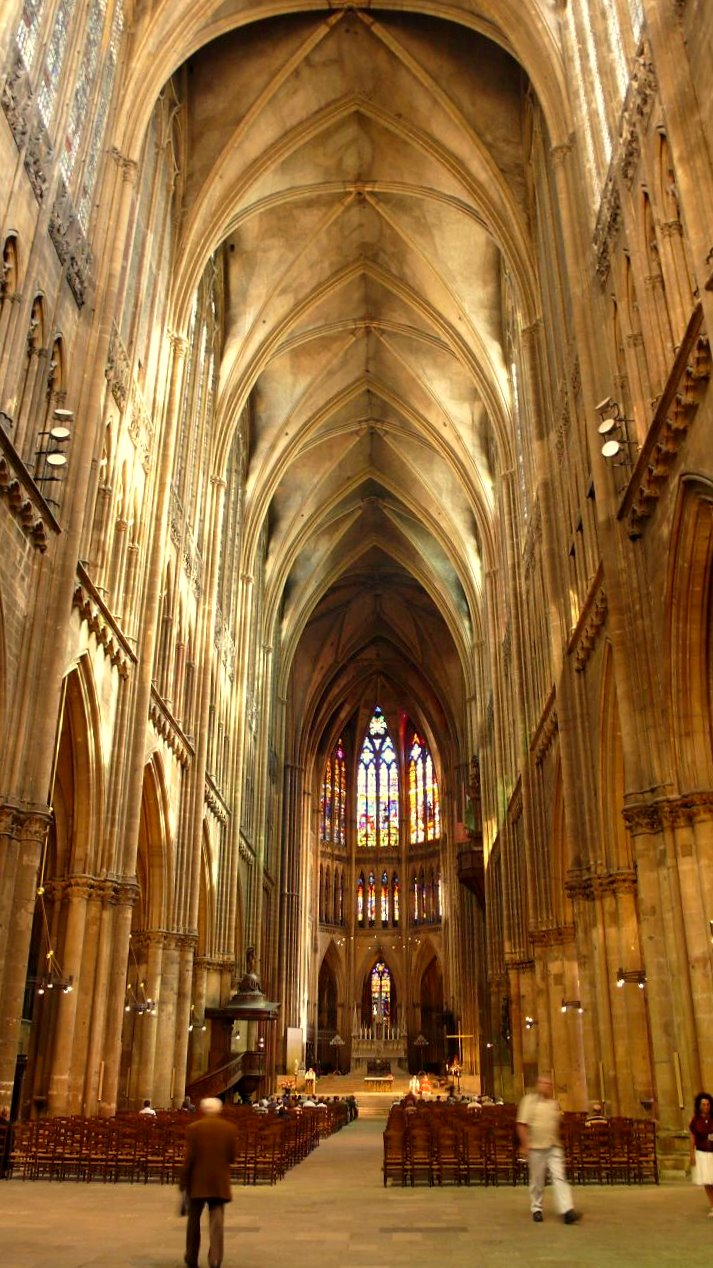
梅斯大教堂内部

梅斯圣斯德望主教座堂（法語：Cathédrale Saint Étienne de Metz）座落于法国梅斯市，是一座由黄色砂岩建造的哥特式建筑。它也是天主教梅斯教区的主教座堂。这座建于1220年－1380年的大教堂实际上是由两座教堂合并而成的：建于13世纪的圣艾蒂安教堂的中殿被附加在一座更老的罗马式教堂的北面。这座教堂位于城市中心，在阅兵广场（Place D'Armes）旁边。15世纪，十字翼部和唱诗席建成。因為建堂經費經常斷炊，因此跨了三個世紀，終於在1552年才全部竣工。教堂的中殿是法国第三高（41.41米），紧次于博韦大教堂和亚眠大教堂。
除了做為宗教目的的建築以外，藝術價值也是這座教堂的特色，整座外牆採用在地開採的黃色灰岩建成，外觀在陽光下會發散金色光芒，另一特色就是教堂的彩绘玻璃，最早由著名匠人赫尔曼·冯·明斯特（Hermann von Münster，14世纪）和瓦伦丁·布施（Valentin Bousch，16世纪）以及俄羅斯画家马克·夏卡尔和罗歇·比西埃（Roger Bissière，20世纪）制作，最近的新作是韓國女藝術家金守子（김수자；Kimsooja）的作品，使得彩繪玻璃的美學，也跨了數個世紀。

## 主要尺度
数据来自  （页面存档备份，存于）
| 总长                       | 136米      |
| 建筑面积                   | 3500平方米 |
| 内部长度                   | 123.2米    |
| 西正面宽                   | 33米       |
| 西玫瑰窗直径               | 11.25米    |
| 北塔（Tour du Chapitre）高 | 69米       |
| 南塔（Tour de la Mutte）高 | 88米       |
| 中殿高                     | 41.41米    |
| 中殿宽                     | 15.6米     |
| 十字翼长                   | 46.80米    |
| 十字翼宽                   | 16.34米    |
| 彩绘玻璃面积               | 6496平方米 |